# The Clinic - La clinica dei misteri
The Clinic - La clinica dei misteri (The Clinic) è un film del 2010 diretto da James Rabbits.

## Trama
La giovane Beth, incinta, sta attraversando il paese con il fidanzato Cameron allorché una notte viene rinchiusa in una misteriosa clinica e privata del nascituro, lasciando a Cameron il compito di salvare entrambi.